# جوزيف فلوريس (سياسي)
جوزيف فلوريس (بالإنجليزية: Joseph Flores)‏ هو خبير مالي وسياسي أمريكي، ولد في 12 أغسطس 1900 في هاغاتنيا في الولايات المتحدة، وتوفي بنفس المكان في 18 ديسمبر 1981. نشط حزبياً في الحزب الجمهوري. وقد انتخب حاكم غوام (9 يوليو 1960 – 20 مايو 1961).